# Liste der Naturdenkmale in Bacharach
Die Liste der Naturdenkmale in Bacharach nennt die im Gemeindegebiet von Bacharach ausgewiesenen Naturdenkmale (Stand 1. Mai 2024).

## Naturdenkmale
| Nr.         | Bezeichnung                                       | Lage                                          | Beschreibung               | Bild                                    |
| ----------- | ------------------------------------------------- | --------------------------------------------- | -------------------------- | --------------------------------------- |
| ND-7339-002 | Fossilienführende Klippe                          | nördlich des Ortes im Leimbachtal Lage        | flächenhaftes Naturdenkmal | Direkt Bild zu diesem Denkmal hochladen |
| ND-7339-047 | Mehrhundertjährige Linde und Kaiser-Wilhelm-Eiche | Zollstraße Lage                               | Tilia sp. und Quercus sp.  | Fotos hochladen                         |
| ND-7339-048 | Zwei Platanen                                     | östlich des Ortes zwischen B 9 und Rhein Lage | Platanus sp., zwei Bäume   | Direkt Bild zu diesem Denkmal hochladen |